# Lizoáin-Arriasgoiti

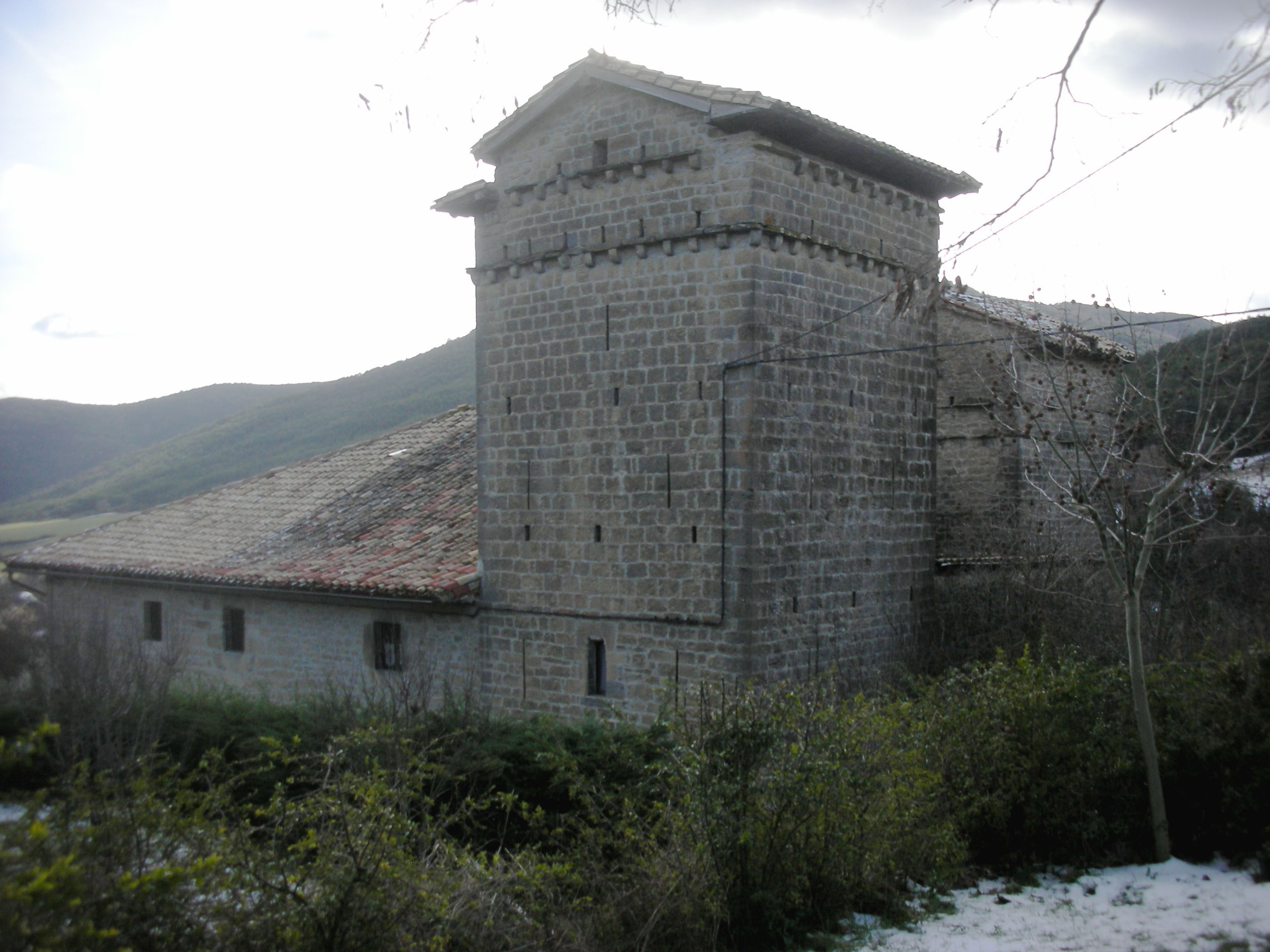
Palacio de cabo de armería en Zunzarren.

Lizoáin-Arriasgoiti (oficialmente en castellano Lizoain-Arriasgoiti y en euskera Lizoainibar-Arriasgoiti) es un municipio compuesto español de la Comunidad Foral de Navarra, situado en la Merindad de Sangüesa, en la comarca de Aoiz y a 19 km de la capital de la comunidad, Pamplona.
El actual municipio se formó en 1943 por la fusión de dos municipios y valles: Lizoáin y Arriasgoiti. Tiene una superficie de 65,53 km² y su población en 2024 fue de 288 habitantes (INE).
Además de la localidad de Lizoáin, dentro del municipio se encuentran los lugares habitados de Señorío de Aguinaga, Beortegui, Galdúroz, Iloz, Janáriz, Laboa, Lérruz, Leyún, Mendióroz, Oscáriz, Redín, Uroz, Urricelqui, Yelz, Zalba, Zaldaiz y Zunzarren.

## Toponimia
El municipio surgido en 1943 tras la fusión se llamó simplemente Lizoáin, tomando su nombre del lugar que ejercía de capital, y que era también el nombre de uno de los dos municipios que se fusionaron. Esto permaneció así hasta 2009, cuando se añadió el nombre de Arriasgoiti, reflejando así los dos valles que lo componen: Lizoáin-Arriasgoiti.
En 2015 el ayuntamiento acordó que las denominaciones oficiales del municipio y sus lugares (toponimia mayor) fuesen bilingües castellano-euskera, ya que hasta entonces era oficial únicamente la forma en castellano. La toponimia menor era y sigue siendo mayoritariamente euskérica. El Gobierno de Navarra, institución competente para la toponimia oficial, aprobó el acuerdo el 22 de diciembre de 2020. Desde entonces las formas oficiales del municipio son Lizoain-Arriasgoiti en castellano, sin acento, y Lizoainibar-Arriasgoiti en euskera.

### Etimología
Lizoáin pertenece a la serie de topónimos vasco-navarros que tienen una terminación en -ain. Julio Caro Baroja defendía que la mayor parte de estos topónimos derivaban de un antropónimo unido al sufijo latino -anum. En muchas regiones del antiguo Imperio romano, el sufijo acusativo -anum unido a un nombre personal formaba el nombre de las posesiones rústicas denominadas fundus. Este nombre solía ser el del propietario original del fundus, ya que luego si cambiaba de poseedor el nombre del fundus solía mantenerse invariable. Siguiendo esta hipótesis las poblaciones vasco-navarras con sufijo -ain o -ano remontarían su origen a asentamientos rurales de la Época Romana, o a asentamientos de la Antigüedad Tardía y la Edad Media, que hubiesen mantenido esa manera de nombrar las propiedades.
En el caso de Lizoáin Caro Baroja pasó por alto este municipio y valle en su listado de localidades navarras con sufijo -ain. Sin embargo lo dicho para la localidad casi homónima de Linzoáin puede valer también para este caso. Con muchas dudas Caro Baroja sugería que el antropónimo Linteus se encontraba detrás del topónimo Linzoáin. Generalmente estos topónimos con terminación -ain hacen mención a localidades que históricamente han sido modestas aldeas (aunque algunas de ellas como Ansoáin o Barañáin han crecido en los últimos años). El nombre originalmente se circunscribía al pueblo, dando después nombre al valle del que es capital, al igual que otros valles navarros como Aibar, Gulina o Roncal. A este respecto, en euskera se hace la distinción entre Lizoain (pueblo) y Lizoainibar (valle).
Arriasgoiti es un topónimo de claro origen vasco procedente de harrias goiti, formado por harri ‘peña’ + -a- (artículo) + -s (variante dialectal del instrumental -z) + goiti ‘parte superior’, de manera que significa ‘de la peña hacia arriba, parte superior de la peña’. Esto haría referencia a la peña de Aguinaga, que marca la frontera entre Arriasgoiti y el valle de Lizoáin.

## Símbolos

### Escudo
El escudo de armas del valle de Lizoáin tiene el siguiente blasón:

Trae de azur y tres espigas de oro, terrazadas de sinople, acompañadas de dos aves posadas y afrontadas.

Por su parte, el del valle de Arriasgoiti es como sigue:

Trae de gules y una torre de oro sobre un arco de oro.

Hasta 2009, el escudo del municipio era únicamente el de Lizoáin, pero desde entonces utiliza un escudo doble compuesto por ambos, siendo el primero el de Lizoáin y el segundo el de Arriasgoiti.

### Bandera
La bandera del municipio se compone del escudo del mismo sobre fondo rojo.

## Geografía
La localidad de Lizoáin está situada en la parte central de la Comunidad Foral de Navarra, junto al río Erro. Su término municipal tiene una superficie de 65,53 km² y limita al norte con los municipios de Esteríbar y Erro; al este con los de Arce y Lónguida; al sur con los de Izagaondoa y Aranguren; y al oeste con los de Valle de Egüés y Urroz-Villa.

### Clima
El clima de la zona es de tipo submediterráneo. Las temperaturas medias anuales oscilan entre los 8 °C y 13 °C, El índice de precipitación anual está entre los 1000 y 1400 mm, produciéndose entre 100 y 140 días lluviosos al año, la aridez estival dura entre 1 y 2 meses y el índice de evapotranspiración potencial está entre los 650 y 700 mm.

### Flora y fauna
La vegetación autóctona de la zona está formada principalmente por robles (Quercus robur), hayas (Fagus sylvatica) y pino silvestre (Pinus sylvestris), aunque de ésta solo quedan algunas reliquias y la mayor parte de la superficie forestal lo es de repoblación.

## Historia
Hasta 1943 coexistieron 2 municipios: Lizoáin y Arriasgoiti. Cada uno de ellos surgió en la década de 1840, coincidiendo exactamente con los valles de Lizoáin y Arriasgoiti, respectivamente.
El valle de Lizoáin comprendía los concejos de: Beortegui, Janáriz, Lérruz, Leyún, Lizoáin (capital), Mendióroz, Oscáriz, Redín, Uroz y Yelz. En el de Arriasgoiti se incluían: Aguinaga, Galdúroz, Urricelqui, Zalba y Zunzarren (capital).

## Demografía
Lizoáin-Arriasgoiti cuenta con una población de 288 habitantes (INE 2024).
| Gráfica de evolución demográfica de Lizoáin-Arriasgoiti entre 1842 y 2021 |
| |
| Población de derecho según los censos de población del INE Población de hecho según los censos de población del INEEn estos censos se denominaba Lizoáin: 1842, 1857, 1860, 1877, 1887, 1897, 1900, 1910, 1920, 1930, 1940, 1950, 1960, 1970, 1981, 1991 y 2001 Entre el censo de 1950 y el anterior, crece el término del municipio porque incorpora a 31501 (Arriasgoiti). |

### Distribución de la población
El municipio se divide en las siguientes entidades de población, según el nomenclátor de población publicado por el INE (Instituto Nacional de Estadística). Los datos de población se refieren a 2014
| Entidad de Población | Población (2014) |
| -------------------- | ---------------- |
| Señorío de Aguinaga  | 0                |
| Beortegui            | 16               |
| Galdúroz             | 8                |
| Iloz                 | 0                |
| Janáriz              | 1                |
| Laboa                | 0                |
| Lérruz               | 22               |
| Leyún                | 6                |
| Mendióroz            | 42               |
| Oscáriz              | 24               |
| Redín                | 21               |
| Uroz                 | 41               |
| Urricelqui           | 13               |
| Lizoáin              | 61               |
| Yelz                 | 20               |
| Zalba                | 28               |
| Zaldaiz              | 0                |
| Zunzarren            | 14               |